# Eugênio de Mazenod
Santo Eugênio de Mazenod (nascido Charles-Joseph-Eugène de Mazenod; 1 de agosto de 1782 – 21 de maio de 1861) foi nobre francês e prelado da Igreja Católica, beatificado em 19 de outubro de 1975 pelo Papa Paulo VI, e canonizado em 3 de dezembro de 1995 pelo Papa João Paulo II.

## Biografia

### Refugiado
Eugênio de Mazenod nasceu em 1 de agosto de 1782 e foi batizado no dia seguinte na Igreja da Madalena, em Aix-en-Provence. Seu pai, Charles Antoine de Mazenod, era um dos presidentes do Tribunal de Finanças, e sua mãe era Rose Marie Joannis. Eugênio começou seus estudos no Colégio Bourbon, mas estes foram interrompidos pelos acontecimentos da Revolução Francesa. Com a aproximação das forças revolucionárias francesas, a família foi forçada a fugir para a Itália.
Eugênio tornou-se interno no Colégio dos Nobres, em Turim (Piemonte), mas sua educação formal chegou ao fim ao mudar-se para Veneza. Sem recursos, o pai de Eugênio foi obrigado a procurar diversos empregos, nenhum dos que foram bem sucedidos. Sua mãe e sua irmã voltaram para a França - eventualmente em busca de um divórcio, de modo a ser capaz de recuperar seus bens que tinham sido apreendidos. Eugênio teve a sorte de ser acolhido pela família Zinelli em Veneza. Um de seus filhos, o presbítero Bartolo Zinelli, tomou um cuidado especial para com Eugênio e procurou educá-lo na proveitosa biblioteca da família, onde o adolescente passou muitas horas ao dia. Padre Bartolo foi uma grande influência no desenvolvimento humano, acadêmico e espiritual de Eugênio.
Mais uma vez, o exército francês perseguia os emigrantes de Veneza, forçando Eugênio, seu pai e dois tios a buscar refúgio em Nápoles, por menos de um ano, e, finalmente, a fugir para Palermo, na Sicília. Ali Eugênio foi convidado a fazer parte da casa do Duque e da Duquesa de Cannizaro como companheiro de seus dois filhos. Fazer parte da alta sociedade da Sicília serviu de oportunidade para Eugênio para redescobrir seus origens nobres e viver um estilo de vida luxuoso. Ele tomou para si o título de 'Conde' de Mazenod, participava da corte, e sonhava com um futuro brilhante.

### Jornada espiritual de conversão
Na idade de vinte anos, Eugênio retornou para a França e foi morar com sua mãe em Aix en Provence. A princípio, ele desfrutava de todos os prazeres de Aix como um fidalgo jovem e rico, com a intenção de busca de prazer e de dinheiro - e de uma menina rica que lhe trouxesse um bom dote. Aos poucos, ele ficou ciente de quão vazia era sua vida, e começou a buscar um sentido no envolvimento com a Igreja, na leitura e no estudo pessoal e no trabalho de caridade entre os apenados. Sua jornada chegou a um clímax na Sexta-Feira Santa de 1807, quando tinha 25 anos de idade. Olhando para uma imagem da Cruz, ele teve uma experiência religiosa. A visão do sacrifício de Jesus na cruz, com seus braços estendidos em amor, levou Eugênio a responder com amor: "Qual ocupação mais gloriosa que agir em tudo e para tudo só para Deus, amá-lo acima de tudo, amá-lo mais como uma pessoa que já o amou muito tarde." 

### Presbítero
Em 1808, ele expressou seu desejo de se dedicar a Jesus, o Salvador, começando seus estudos para o sacerdócio no Seminário de São Sulpício em Paris, e foi ordenado presbítero em Amiens (Picardia), em 21 de dezembro de 1811. Desde que Napoleão tinha expulsado os padres sulpicianos do seminário, Eugênio ficou como formador por um semestre. Como membro do seminário, não obstante o risco pessoal, Eugênio comprometeu-se a servir e ajudar o Papa Pio VII, que nessa época era um prisioneiro do imperador Napoleão em Fontainebleau. Desta forma, ele experimentou em primeira mão o sofrimento de Igreja pós-revolucionária.
Em seu retorno para Aix, Padre Mazenod pediu para não ser atribuído a uma paróquia, mas para dedicar-se totalmente para evangelizar aqueles que não estavam sendo atingidos pelas estruturas da igreja local: os pobres que falavam apenas provençal, os presos, os jovens, os habitantes de aldeias pobres que eram ignorantes de sua fé. Sua mensagem constante era convidar as pessoas a entrarem na mesma experiência de Jesus que ele teve em sua conversão. Olhando para todos e para cada situação com os olhos do Salvador, ele mostrava aos pobres a dignidade humana e espiritual que era deles, e ensinava-lhes como viver em relação com o Salvador. O objetivo de sua pregação e ministério sacerdotal sempre foi a de levar os outros a se desenvolverem plenamente como seres humanos, como cristãos e, finalmente, a se tornarem santos.

## Fundador

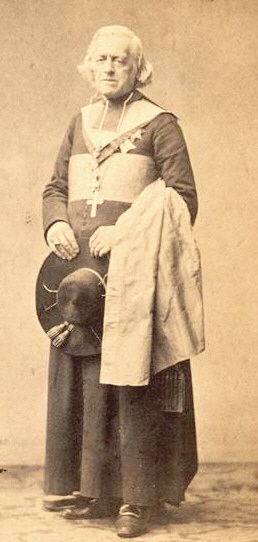
Eugênio Mazenod (1782-1861), bispo de Marselha.

### Oblatos de Maria Imaculada
Em 25 de janeiro de 1816, "impulsionado por um forte impulso de fora de si mesmo", ele convidou outros presbíteros para se juntarem a ele em sua vida de consagração total a Deus e aos mais abandonados da Provença. Inicialmente chamado de "Missionários da Provença," eles se dedicavam à evangelização por meio da pregação de missões populares nas aldeias pobres, ministério de prisão e da juventude. Em 1818, uma segunda comunidade foi estabelecida no santuário mariano de Nossa Senhora do Laus. Esta tornou-se a ocasião para que os missionários se tornassem uma congregação religiosa, unidos através de votos e dos conselhos evangélicos. Mudando seu nome para Missionários Oblatos de Maria Imaculada, o grupo recebeu aprovação papal em 17 de fevereiro de 1826.

### Missões Estrangeiras
Em 1841, o bispo Bourget de Montreal convidou os Oblatos para o Canadá. Ao mesmo tempo, houve uma divulgação para as Ilhas Britânicas. Este foi o início de uma história inspiradora de expansão missionária aos mais abandonados no Canadá, nos Estados Unidos, no México, na Inglaterra e na Irlanda, na Argélia, na África do Sul e no Sri Lanka durante a vida do fundador. Em 200 anos, esse zelo se espalhou e se enraizou no estabelecimento dos Oblatos em quase 70 países. 
De 1837 a 1861, ele foi o bispo de Marselha, na Provença (sul da França). Durante seu episcopado, ele encomendou a catedral de Notre-Dame de la Garde, uma basílica neo-bizantina situada no lado sul do antigo porto de Marselha. Ele inspirou padre Joseph-Marie Timon-David a fundar a Congregação do Sagrado Coração de Jesus, em Marselha, em 1852.